# Lista do Patrimônio Mundial na América Central
A Organização das Nações Unidas para a Educação, a Ciência e a Cultura (UNESCO) propôs um plano de proteção aos bens culturais do mundo, através do Comité sobre a Proteção do Património Mundial Cultural e Natural, aprovado em 1972. Esta é uma lista do Patrimônio Mundial existente na América Central, especificamente classificada pela UNESCO e elaborada de acordo com dez principais critérios cujos pontos são julgados por especialistas na área. A América Central, uma região que historicamente representa um eixo de ligação cultural, política e geográfica entre as duas grandes regiões do continente americano (América do Norte e América do Sul), é uma das sub-regiões classificadas pela UNESCO, sendo parte integrante da região América Latina e Caribe.
A sub-região da América Central é composta pelos Estados-membros: Belize, Costa Rica, El Salvador, Guatemala, Honduras, Nicarágua e Panamá. Dentro do geoesquema das Nações Unidas e da divisão organizacional da UNESCO, a região intitulada "América Central" diverge da região "Caribe" por questões de especificidade cultural e histórica e para melhor estudo e organização dos bens listados. 
A Costa Rica foi o foi o primeiro país da região a ratificar a Convenção do Patrimônio Mundial em 23 de agosto de 1977, tornando seus sítios elegíveis para a lista; sendo seguida por Panamá (em 3 de março de 1978); Guatemala (em 16 de janeiro de 1979); Honduras (em 8 de junho de 1979); e Belize em 
6 de janeiro de 1990). O país da região mais recente a ratificar a Convenção do Patrimônio Mundial foi El Salvador, em 8 de outubro de 1991.

## Sítios do Patrimônio Mundial
A região da América Central possui atualmente com os seguintes lugares declarados como Patrimônio da Humanidade pela UNESCO:
| Sítio                                                                      | Imagem | País                               | Localização                                                                                     | Critério                           | Ano  | Descrição | Ref.  |
| -------------------------------------------------------------------------- | ------ | ---------------------------------- | ----------------------------------------------------------------------------------------------- | ---------------------------------- | ---- | --- | ----- |
| Antigua Guatemala                                                          |        | Guatemala                          | Sacatepéquez 14° 34′ N, 90° 40′ O                                                               | Cultural: (ii), (iii), (iv)        | 1979 | Fundada no início do século XVI, Antígua foi a capital do Reino da Guatemala e seu centro cultural, econômico, religioso, político e educacional até um terremoto devastador em 1773. Seus principais monumentos foram preservados em grande parte como ruínas e são um excelente exemplo da arquitetura colonial espanhola.                                                                                           | [ 6 ] |
| Parque Arqueológico e Ruínas de Quiriguá                                   |        | Guatemala                          | Izabal 15° 16′ 14″ N, 89° 02′ 25″ O                                                             | Cultural: (i), (ii), (iv)          | 1981 | Quiriguá é um antigo sítio arqueológico da civilização maia que floresceu durante o Clássico Tardio. As ruínas do local contêm excelentes estelas e calendários esculpidos. |       |
| Sítio Arqueológico de Panamá Viejo e Distrito Histórico do Panamá          |        | Panamá                             | Panamá 9° 00′ 24″ N, 79° 29′ 06″ O                                                              | Cultural: (ii), (iv), (vi)         | 1997 | Fundada em 1519, Panamá Viejo foi o primeiro assentamento europeu na costa do Pacífico das Américas. O Distrito Histórico é uma substituição do século XVII da cidade original e preserva seu plano de ruas, arquitetura e mistura de estilos espanhol, francês e americano. |       |
| Zona de Conservação de Guanacaste                                          |        | Costa Rica                         | Guanacaste / Alajuela 10° 51′ N, 85° 37′ O                                                      | Natural: (ix), (x)                 | 1999 | Estendendo-se do Pacífico até o Atlântico através da Cordilheira de Guanacaste, o local contém uma variedade de habitats, incluindo algumas das florestas úmidas mais intocadas do mundo e os melhores habitats de florestas secas da América Central; que fornecem espaço para várias espécies de plantas e animais ameaçadas, como o crocodilo-de-água-salgada, tartaruga-de-couro, onça, jabiru, mogno ou guaiacum. |       |
| Rede de Reservas dos Recifes da Barreira do Belize                         |        | Belize                             | Stann Creek / Toledo 17° 19′ N, 87° 32′ O                                                       | Natural: (vii), (ix), (x)          | 1996 | O Sistema de Reserva da Barreira de Corais de Belize é o maior sistema de recifes do Hemisfério Norte e abriga várias espécies ameaçadas, incluindo tartarugas-marinhas, peixes-bois e o crocodilo-americano. O local foi listado como ameaçado em 2009 devido à redução dos mangues e o desenvolvimento descontrolado da região.                                                                                      |       |
| Parque Nacional da Ilha do Coco                                            |        | Costa Rica                         | >Puntarenas 5° 32′ N, 87° 04′ O                                                                 | Natural: (ix), (x)                 | 1997 | Como a única ilha no Pacífico oriental tropical, a Ilha do Coco oferece habitats marinhos únicos para grandes peixes pelágicos, como tubarões, atuns, golfinhos ou raias. |       |
| Parque Nacional Coiba e a sua Zona Especial de Protecção Marinha           |        | Panamá                             | Veráguas / Chiriqui 7° 26′ N, 81° 46′ O                                                         | Natural: (ix), (x)                 | 2005 | O parque protege ilhas e áreas marinhas no Golfo de Chiriquí e abriga um número excepcionalmente grande de mamíferos, aves e plantas endêmicas, bem como várias espécies ameaçadas. O ecossistema marinho é caracterizado por uma biodiversidade muito grande com 760 espécies de peixes marinhos, 33 espécies de tubarões e 20 espécies de cetáceos.                                                                  |       |
| Parque Nacional de Darién                                                  |        | Panamá                             | Darién 7° 44′ N, 77° 33′ O                                                                      | Natural: (vii), (ix), (x)          | 1981 | Situado na fronteira entre a América do Sul e Central, o parque consiste em uma ampla gama de habitats, incluindo costas arenosas e rochosas, manguezais, pântanos, florestas tropicais de terras altas e baixas. Duas tribos indígenas, o Chocó e o Cuna vivem na propriedade. |       |
| Fortificações do Lado Caribe do Panamá: Portobelo-San Lorenzo †            |        | Panamá                             | Colón 9° 33′ 14″ N, 79° 39′ 21″ O                                                               | Cultural: (i), (iv)                | 1980 | Como exemplos marcantes da arquitetura militar espanhola, os fortes foram construídos nos séculos XVII e XVIII para proteger o Istmo do Panamá que havia sido de grande importância para o comércio colonial europeu. |       |
| Sítio arqueológico de Joya de Cerén                                        |        | El Salvador                        | La Libertad 13° 49′ 39″ N, 89° 22′ 09″ O                                                        | Cultural: (iii), (iv)              | 1993 | Joya de Cerén são as ruínas de uma comunidade agrícola pré-hispânica que foi preservada em grande parte intacta, enterrada sob uma erupção vulcânica por volta de 590 d.C. A área conserva valiosos registros arqueológicos da vida cotidiana no século VI. |       |
| Catedral de León                                                           |        | Nicarágua                          | León 12° 26′ 06″ N, 86° 52′ 41″ O                                                               | Cultural: (ii), (iv)               | 2011 | Construída ao longo de mais de 150 anos a partir de meados do século XVIII, a arquitetura da catedral é uma fusão de diferentes estilos do barroco ao neoclassicismo e uma expressão de uma nova sociedade latino-americana que se desenvolveu por volta do século XVIII. |       |
| Sítio Maia de Copán                                                        |        | Copán 14° 51′ 00″ N, 89° 08′ 00″ O | Cultural: (iv), (vi)                                                                            | 1980                               |      | |       |
| Assentamentos pré-colombianos com as esferas de pedra de Diquís            |        | Costa Rica                         | Palmar Sur 8° 54′ 41″ N, 83° 28′ 39″ O}}                                                        | Cultural: (iii)                    | 2014 | |       |
| Reserva da Biosfera de Río Plátano†                                        |        | Honduras                           | Gracias a Dios / Olancho 15° 44′ 40″ N, 84° 40′ 30″ O                                           | Natural: (vii), (viii), (ix), (x)  | 1982 | |       |
| Ruínas de León Viejo                                                       |        | Nicarágua                          | León 12° 23′ 50″ N, 86° 36′ 37″ O                                                               | Cultural: (iii), (iv)              | 2000 | |       |
| Reservas da Cordilheira de Talamanca-La Amistad/Parque Nacional La Amistad |        | Costa Rica / Panamá                | San José / Cartago / Limón / Puntarenas / Bocas del Toro / Chiriquí 9° 24′ 26″ N, 82° 56′ 20″ O | Natural: (vii), (viii), (ix), (x)  | 1983 | |       |
| Parque Nacional de Tikal                                                   |        | Guatemala                          | Petén 17° 13′ N, 89° 37′ O                                                                      | Misto: (i), (iii), (iv), (ix), (x) | 1979 | |       |